# Palts (wijnstreek)

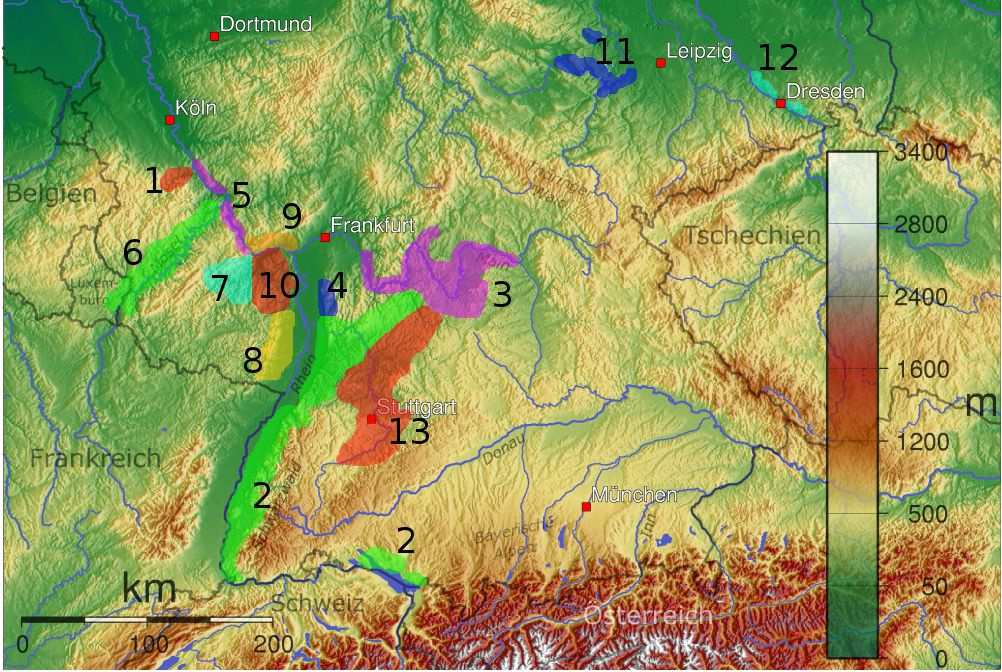
De wijnstreek Palts is nummer 8 op de kaart.

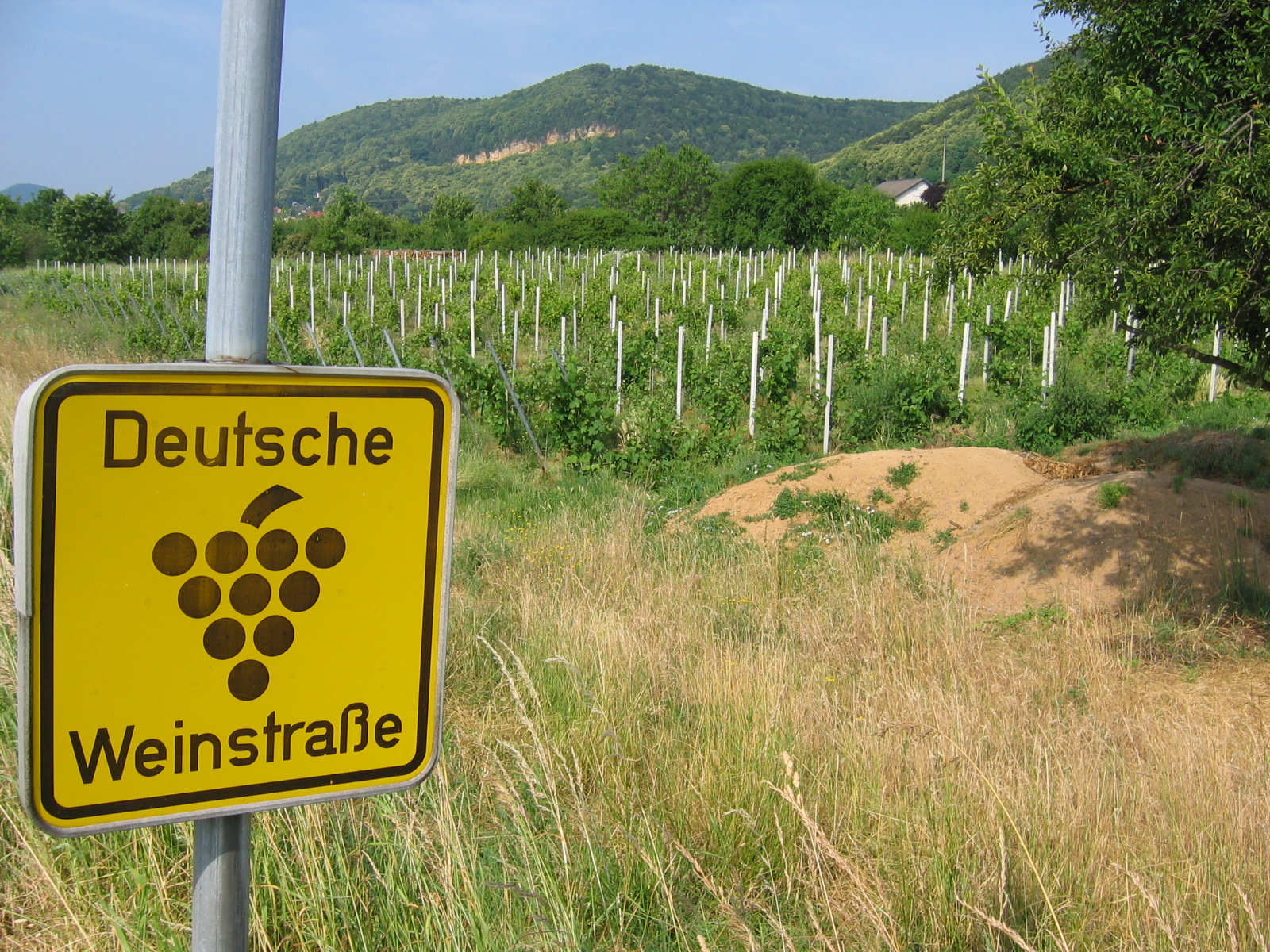
De Duitse Wijnroute verbindt wijnbouw-gemeenschappen in de Palts.

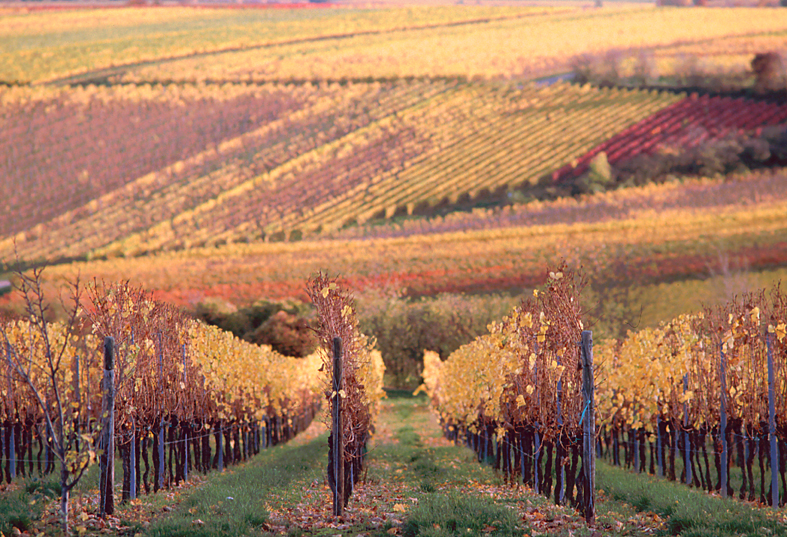
Wijngaarden nabij Bad Dürkheim in de herfst.

De wijnstreek Palts (Duits: Pfalz) is een Duits wijnbouwgebied genoemd naar de gelijknamige regio Palts in de deelstaat Rijnland-Palts. Met meer dan 225 vierkante kilometer aan wijngaarden - waarop meer dan 100 miljoen wijnstokken staan - wordt jaarlijks zo’n 2,5 miljoen hectoliter wijn gemaakt. Daarmee is het de op een na productiefste wijnstreek van het land. Ongeveer 60% is witte wijn en 40% rode wijn.
Het wijngebied ligt in de Boven-Rijnse Laagvlakte tussen het Paltserwoud en de Rijn. Daar op het rift - tussen het hoog- en laagland - op 110 tot 150 meter boven de zeespiegel - wordt over een strook van 15 kilometer breed en 85 kilometer lang “Pfälzer Wein” verbouwd. De meeste wijnbouw concentreert zich vooral langs de zogenaamde Deutsche Weinstraße die van zuid naar noord door het gebied loopt.

## Klimaat
Met meer dan 1800 zonuren per jaar heeft de Palts een bijna mediterraan klimaat. Omdat de wijngaarden aan de lijzijde van het Haardtgebergte enigszins beschut in het Rijndal liggen, worden deze grotendeels beschermd tegen koude winden en vorst. In de wintermaanden komt de temperatuur maar nauwelijks onder het vriespunt.

## Bodem

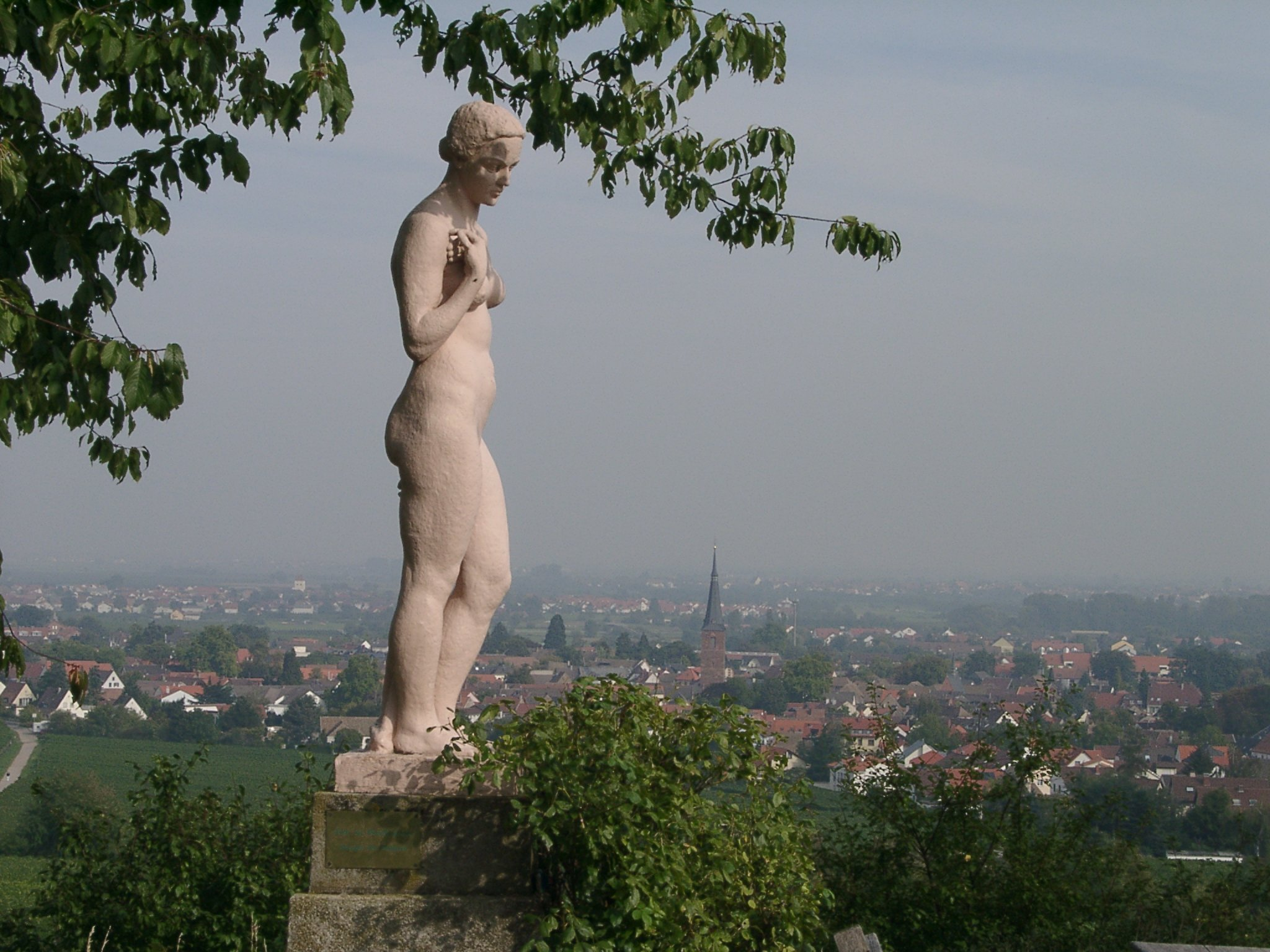
Eva in de wijngaard “Paradiesgarten” te Deidesheim. Na kritiek van de kerkelijke bevolking in de jaren 50 moesten de intieme delen met druivenbladeren worden afgedekt. Haar natuurlijke schoonheid is weer zichtbaar gemaakt.

De bodem bestaan uit mengsels van zand, leem, mergel en klei, maar de verhoudingen zijn telkens anders.
In het zuiden zit de meest zware grond met veel klei. Naar het noorden toe steeds lichter en wordt deze meer permeabele voor water waardoor de wortels droger en sterker worden, dieper wortelen en zo meer mineralen absorberen. Zo komt het dat de zuidelijke wijnstokken hogere opbrengsten in volume hebben, en de noordelijke - tussen Neustadt an der Weinstraße en Bad Dürkheim - een hogere kwaliteit wijn kunnen leveren.

## Druivenrassen

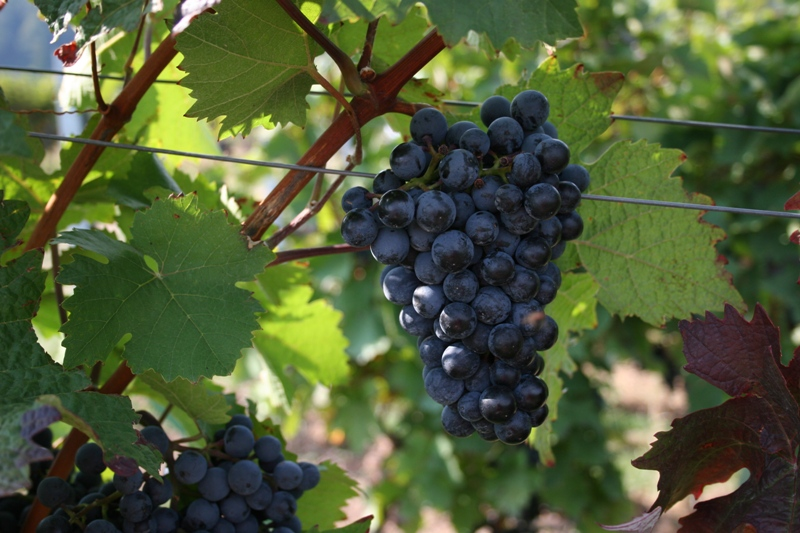
De Dornfelder, een druif in opkomst.

In de Palts zijn 45 witte- en 22 blauwe druivenrassen officieel toegestaan. De belangrijkste witte is de Riesling met zo’n 22 % van het gebied. Daarna komt Müller-Thurgau met 10% en Kerner met 5%. De Weissburgunder en Grauburgunder maken een opmars. Verder zijn ook belangrijk de Gewürztraminer, Morio-Muscat, Scheurebe en Chardonnay. In de herfst heeft men er de populaire Federweißen (geklaarde most) - hier „Najer Woi“ (Nieuwe Wijn) genoemd.
Van de blauwe druivenrassen was met 10% van het wijnbouwareaal de Portugieser eerder de dominante druif. De Portugieser wordt vooral gebruikt voor eenvoudige rode- en Weißherbst of roséwijn. De Dornfelder wordt steeds belangrijker met 13%. Voorts is er Spätburgunder, Cabernet Sauvignon, Regent, Merlot en St. Laurent.
In de Palts wordt ook veel witte- rosé- als rode sekt gemaakt van grotendeels Schwarzriesling en Spätburgunder druiven.

## Kwaliteitscurve
Halverwege de 20e eeuw werd er vooral op kwantiteit in de wijnbouw gericht. Dit had al snel inferieure kwaliteit en prijsdalingen tot gevolg. Vanaf de jaren 90 is men meer op kwaliteit gaan richten.
Een aantal - nog zelfstandige - wijngoederen produceren al van oudsher hoge kwaliteitswijnen. Enkele daarvan zijn Weingut Geheimer Rat Dr. von Bassermann-Jordan, Weingut Reichsrat von Buhl in Deidesheim en Weingut Dr. Bürklin-Wolf in Wachenheim.
Van de ruim 3500 wijnbouwbedrijven verkoopt bijna de helft zelf hun producten. De rest wordt vermarkt door coöperaties of wijnboercollectieven. In 2008 werd een kwart van de productie geëxporteerd naar het Verenigd Koninkrijk.

## Records

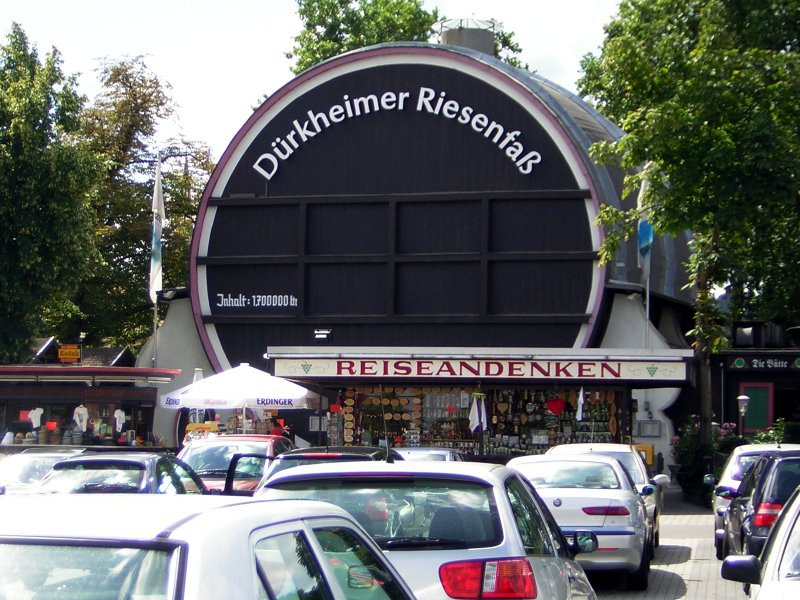
Het Dürkheimer reuzenvat.

De wijnstreek Palts kent een aantal records.
- Het grootste wijnvat ter wereld met een inhoud van 1,7 miljoen liter staat in Bad Dürkheim. Het is in gebruik als horecagelegenheid.
- Het grootste wijnfeest ter wereld vindt in Bad Dürkheim plaats, onder de naam "Dürkheimer Wurstmarkt". Het evenement trekt jaarlijks bijna 700.000 bezoekers.
- Het grootste wijnmakersfeest ter wereld vindt in Neustadt plaats.
- Grootste wijngoederengemeenschap van Duitsland. Overigens een derby tussen de wijnsteden Landau en Neustadt met respectievelijk 2039 en 2012 hectare aan wijngaarden.
- Oudste wijnroute van Duitsland sinds 1935. Verbindt de wijnbouwgemeenschappen vanaf de zuidelijk gelegen "Deutsches Weintor" in Schweigen-Rechtenbach tot het Haus der Deutschen Weinstraße in Bockenheim.
- Oudste wijngoed van de Palts: "Herrenhof" gelegen in Mußbach.
- De oudste wijn ter wereld. In het Historisch Museum van de Palts te Speyer, op de afdeling wijnmuseum wordt naar verluidt de "oudste nog vloeibare wijn ter wereld" getoond. Een Romeinse glazen amfora uit de 4e eeuw bevat een geelachtige doorschijnende vloeistof.
- Eerste regionale wijnkoningin. In 1931 uitgeroepen voor de Palts. Deze wijnkoningin kwam uit Pirmasens, waar geen wijnbouw plaatsvindt.
- Kroning van de Duitse wijnkoningin. Sinds 1949 wordt elk jaar - meestal in Neustadt - de Duitse wijnkoningin gekroond.
- Eerste Duitse wijnkoningin - Ook in 1949 en kwam uit de wijnstreek Palts.
- Oudste Wijnbroederschap van Duitsland - Deze "Weinbruderschaft" van de Palts was feitelijk de tweede vereniging sinds 1954. Zijn voorganger "Landsknechte der Weinstraße" was al opgericht in 1939.